# ترافورد

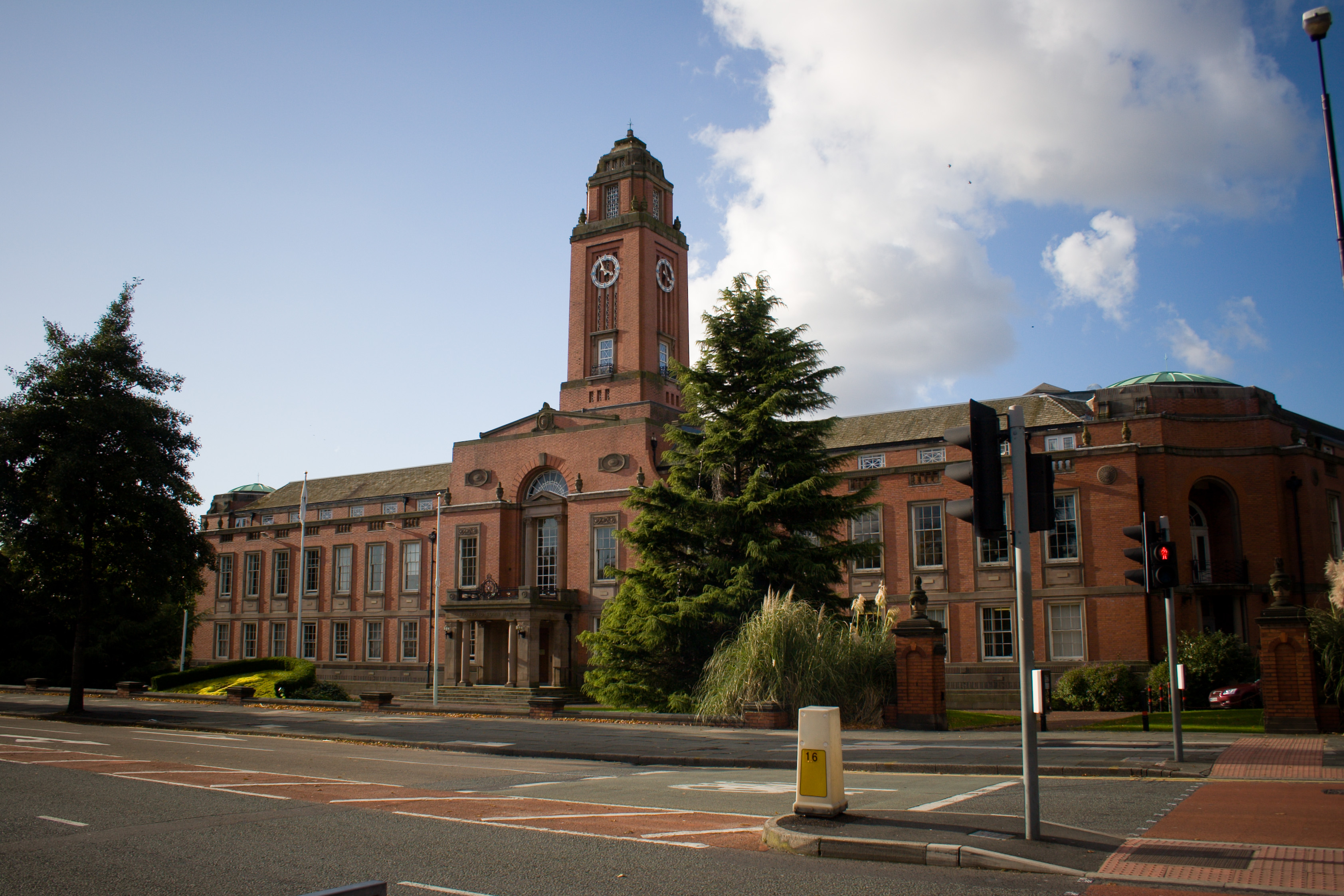
ترافورد.

ترافورد (به انگلیسی: Trafford) یکی از شهرهای منطقهٔ منچستر بزرگ در شمال غرب انگلستان است. جمعیت این شهر بالغ بر ۲۱۱٬۸۰۰ نفر و مساحت آن نیز بالغ بر ۱۰۶ کیلومتر مربع است.